# Kevin Mendy
Kevin Mendy (Meulan-en-Yvelines, 18 maggio 1992) è un cestista francese.

## Palmarès
- Leaders Cup: 1

Le Mans: 2014